# 大圣玛丽亚
大圣玛丽亚（義大利語：Santa Maria Maggiore）是意大利韦尔巴诺-库西亚-奥索拉省的一个市镇。总面积53平方公里，人口1262人，人口密度23.8人/平方公里（2009年）。ISTAT代码为103062。